# Лежка лига
Лежката лига (на албански: Lidhja e Lezhës) е военен съюз на феодални владетели в Албания в средата на XV век.
Създаден е със съдействието на Венецианската република на 2 март 1444 година в град Лежа, оглавен е от Скендербег и е насочен срещу Османската империя. Сред участващите в лигата фамилии са Арианити, Балшичи, Захария, Музаки, Спани, Топия и Църноевичи. Съюзът започва да се разпада скоро след създаването си и към 1450 година вече не съществува.